# Yusef Ahmed
Yusef Ahmed (en árabe: يوسف أحمد‎; Medina, Arabia Saudita; 14 de octubre de 1988) es un exfutbolista de Catar nacido en Arabia Saudita que jugaba en la posición de delantero.

## Carrera

### Club
| Periodo   | Club                    | Apariciones | Goles |
| --------- | ----------------------- | ----------- | ----- |
| 2005–2015 | Al Sadd SC              | 103         | 26    |
| 2009–2010 | → Qatar SC (cedido)     | 8           | 2     |
| 2015–2018 | Al-Arabi Doha           | 42          | 6     |
| 2018–2019 | Al-Khor SC              | 4           | 0     |
| 2018–2019 | → Al-Shamal SC (cedido) | 6           | 0     |
| 2019      | → Umm Salal SC (cedido) | 1           | 0     |
| 2019–2021 | Al Bidda SC             | 7           | 1     |

### Selección nacional
Jugó para Catar en 55 ocasiones de 2006 a 2016 y anotó 10 goles; ganó la medalla de oro en los Juegos Asiáticos de 2006 y participó en la Copa Asiática 2011.

## Logros

### Club
- Liga de fútbol de Catar: 2006-07
- Copa del Jeque Jassem: 2007
- Copa de las Estrellas de Catar: 2010-11
- Copa de Catar: 2007, 2008

### Selección nacional
- Juegos Asiáticos: 2006

### Individual
- Goleador de la Liga de fútbol de Catar 2010-11.

## Estadísticas

### Goles con selección nacional
| #   | Fecha     | Sede           | Rival         | Marcador | Resultado | Torneo                                               |
| --- | --------- | -------------- | ------------- | -------- | --------- | ---------------------------------------------------- |
| 1.  | 20-8-2008 | Doha, Catar    | Tayikistán    | 4–0      | 5–0       | Amistoso                                             |
| 2.  | 12-1-2011 | Doha, Catar    | China         | 1–0      | 2–0       | Copa Asiática 2011                                   |
| 3.  | 12-1-2011 | Doha, Catar    | China         | 2–0      | 2–0       | Copa Asiática 2011                                   |
| 4.  | 23-7-2011 | Doha, Catar    | Vietnam       | 3–0      | 3–0       | Clasificación para la Copa Mundial de Fútbol de 2014 |
| 5.  | 28-7-2011 | Hanói, Vietnam | Vietnam       | 1–0      | 1–2       | Clasificación para la Copa Mundial de Fútbol de 2014 |
| 6.  | 22-5-2012 | Madrid, Spain  | Albania       | 1–2      | 1–2       | Amistoso                                             |
| 7.  | 8-6-2012  | Doha, Catar    | Corea del Sur | 1–0      | 1–4       | Clasificación para la Copa Mundial de Fútbol de 2014 |
| 8.  | 6-6-2013  | Doha, Qatar    | Malasia       | 2–0      | 2–0       | Clasificación para la Copa Asiática 2015             |
| 9.  | 27-3-2013 | Doha, Catar    | Egipto        | 3–1      | 3–1       | Amistoso                                             |
| 10. | 17-4-2013 | Doha, Catar    | Palestina     | 2–0      | 2–0       | Amistoso                                             |